# 스파이럴 캣츠

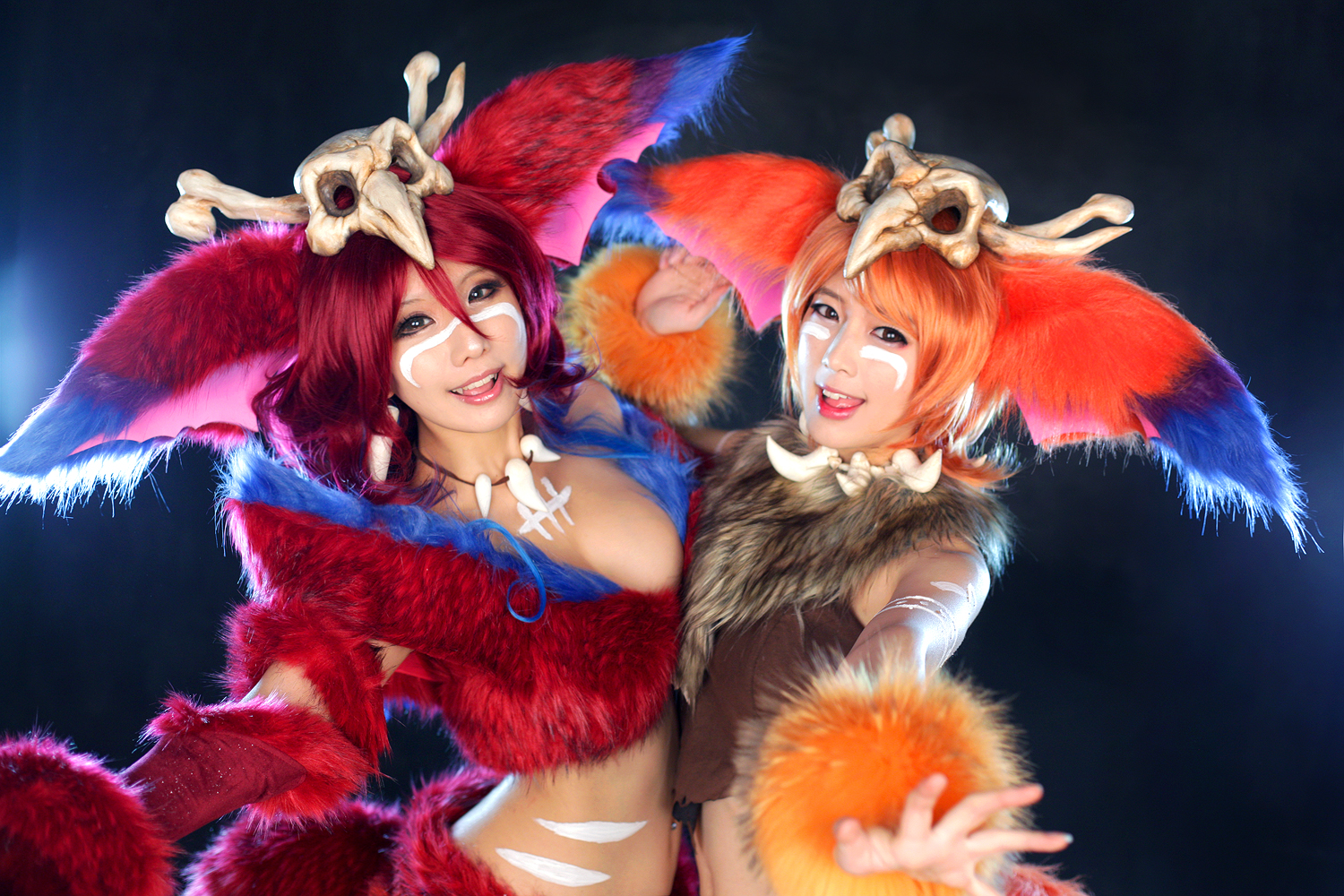
스파이럴 캣츠

스파이럴캣츠(영어: Spiral Cats)는 대한민국의 코스프레 전문 팀으로 오고은(TASHA), 이혜민(DOREMI)으로 구성되어 있다. 리그오브레전드에 등장하는 '아리' 코스프레부터 최근 블리자드 디아블로 3의'악마사냥꾼', '수도사', 월드 오브 워크래프트의 '알렉스트라자', '제이나 프라우드무어', '실바나스 윈드러너' 그리고 팬다렌과 스타크래프트 II: 자유의 날개의 노바 코스프레로 유명하며, 2012년 11월 넷마블 MMORPG 게임 『모나크』 온라인의 '여기사' 코스프레를 이어 스타크래프트 II: 군단의 심장의 주인공인 칼날여왕을 최근 선보이며 네이버 실시간 검색순위 1위를 기록하는 등 많은 화제가 되었다.

## 갤러리

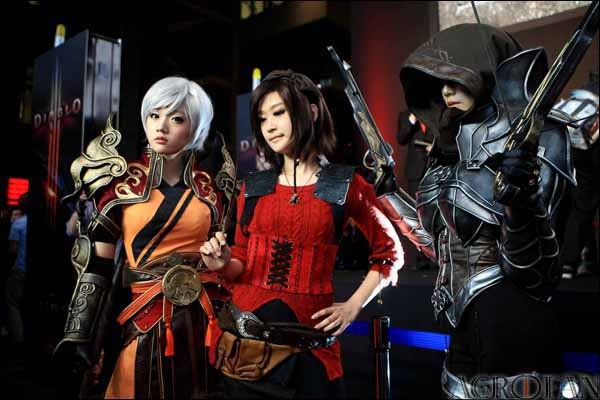

## 활동 내역
| 연도 | 일자  | 활동 내역                                                                                       |
| ---- | ----- | ----------------------------------------------------------------------------------------------- |
| 2024 | 01    | RedLab Games '롬: 리멤버 오브 마제스티' 미디어 쇼케이스 코스프레 광고 모델                      |
| 2023 | 11    | 2023 G-STAR 게임 코스프레 어워즈 심사위원                                                       |
| 2023 | 10    | 리그오브레전드 LCK 윤수빈 아나운서 코스프레 프로모션                                            |
| 2023 | 08    | Flasic 시드마이어의 문명 심포니 초청                                                            |
| 2023 | 07    | LA 2023AX 공식 인플루언서 autograph session 참여                                                |
| 2023 | 07    | Bandai Namco LA 2023AX '소드 아트 온라인 라스트 리콜렉션' 코스프레 광고 모델                    |
| 2023 | 06    | Universal Studio VIP 투어 공식 초청                                                             |
| 2023 | 04    | 늘솜 생어거스틴 파트너쉽 광고 촬영                                                              |
| 2023 | 03    | 늘솜 생어거스틴 카카오톡 푸쉬 알람 광고 촬영                                                    |
| 2023 | 03    | 늘솜 생어거스틴 신제품 광고 촬영                                                                |
| 2023 | 03    | 늘솜 생어거스틴 파트너쉽 광고 모델                                                              |
| 2023 | 06    | Riot Games LA 본사 투어                                                                         |
| 2022 | 11    | 2022 G-STAR 위메이드 신작 게임 '레전드 오브 이미르' 코스프레 의상 제작 및 프로모션 진행         |
| 2022 | 11    | 2022 G-STAR 위메이드 신작 게임 '나이트크로우' 모델                                              |
| 2022 | 11    | 2022 G-STAR 게임 코스프레 어워즈 심사위원                                                       |
| 2022 | 10    | DOTA2 TI 11 도타 인터네셔널 코스프레 대회 심사위원                                              |
| 2022 | 09    | Riot Games LCK 이정현 아나운서 별수호자 아칼리 코스프레 의상 프로모션 진행                      |
| 2022 | 07    | Nicalis 2022AX 'Blade Strangers' 캐릭터 코스프레                                                |
| 2022 | 07    | Nicalis 2022AX '1001 Spikes' 캐릭터 코스프레                                                    |
| 2022 | 07    | Riot Games 2022AX 리그오브레전드 별수호자 코스프레 프로모션 광고 모델                           |
| 2022 | 07    | Riot Games 별수호자 코스프레 프로모션 LA 본사 투어                                              |
| 2022 | 06    | Nicalis 2022 플레이엑스포 니칼리스 부스 사인회 진행                                             |
| 2022 | 05    | FLASIC 스타크래프트 라이브 콘서트 : 앙코르 코스프레 포토 타임 및 사인회 진행                    |
| 2022 | 03    | QUAN 엔터테인먼트 연예인 '하하' 그레이브즈 코스프레 의상 제공 및 유튜브 콜라보레이션 촬영       |
| 2021 | 11    | 2021 G-STAR 게임 코스프레 어워즈 심사위원                                                       |
| 2021 | 10    | Netflix 리그오브레전드 애니메이션 '아케인' 시사회 광고 모델                                     |
| 2021 | 10    | QUAN 엔터테인먼트 하하, 정준하의 바텀듀오 코스프레 의상 제공 및 콜라보레이션 촬영               |
| 2021 | 08    | GEN.G 2021LCK Finals 코스프레 이벤트 진행                                                       |
| 2021 | 06    | [Riot Games] 롤 디 오케스트라 초청                                                              |
| 2021 | 06    | OGN 정소림 캐스터 코스프레 의상 제공 및 유튜브 콜라보레이션 촬영                                |
| 2021 | 02    | BluePotion 에오스 레드 유저 간담회 '제2회 모험가의 밤 : The RED Night' 코스프레 프로모션        |
| 2021 | 02    | BluePotion 에오스 레드 TV CF 광고 촬영                                                          |
| 2021 | 02    | nimble neuron 따효니배 제 4회 'ER invitational' 타샤, 피닉스박, 철면수심 팀으로 참가            |
| 2021 | 02    | nimble neuron 따효니배 제 4회 'ER invitational' 도레미, 감블러, 플러리 팀으로 참가              |
| 2020 | 12    | CD PROJEKT RED 사이버펑크2077 컬렉터스 에디션 리뷰                                              |
| 2020 | 11    | 2020 G-STAR 게임 코스프레 어워즈 심사위원                                                       |
| 2020 | 10    | Mercedes-Benz 한성자동차 '디지털 큐브' 코스프레 프로모션 진행                                   |
| 2020 | 10    | Riot Games KDA ALL OUT 코스프레 프로모션 및 MV 공개                                             |
| 2020 | 10    | OGN '겜생상담소' 시즌4 5화에 출연                                                               |
| 2020 | 07    | Rolling Games '천무' 코스프레 프로모션 및 스트리밍 방송 진행                                    |
| 2020 | 06    | Mercedes-Benz 한성자동차 'AMG 드라이빙 아카데미' 초청                                           |
| 2020 | 04    | TikTok 스파이럴캣츠와 틱톡이 함께 하는 '방구석 코스프레 챌린지'                                 |
| 2020 | 01    | BluePotion 에오스 레드 유저 간담회 '제1회 모험가의 밤 : The RED Night' 프로모션                 |
| 2019 | 11    | GAMECON 2019 SEOUL 오프닝 무대 공연 및 코스프레 이벤트 진행                                     |
| 2019 | 11    | SBS 프로그램 '상준아모하니?' 코스프레 의상 제공 및 출연                                         |
| 2019 | 11    | G-Star 2019 메인 무대 이벤트 및 스파이럴캣츠 팬 사인회                                          |
| 2019 | 11    | G-Star 2019 지스타 게임 코스프레 어워즈 심사위원                                                |
| 2019 | 11    | GEN.G CON 코스프레 이벤트 및 스파이럴캣츠 팬 사인회                                             |
| 2019 | 11    | 순천 'G2 Festa' 메인 무대 스파이럴캣츠 팬 사인회                                                |
| 2019 | 11    | 순천 'G2 Festa' 리그 오브 레전드 코스프레 전국 대회 심사위원                                    |
| 2019 | 10    | Riot 리그 오브 레전드 10주년 기념 콜라보 영상 촬영 '니달리 제작기' 북미 홈페이지에 소개         |
| 2019 | 10    | Riot 리그 오브 레전드 10주년 기념 벽화 공개                                                     |
| 2019 | 10    | Riot 리그 오브 레전드 10주년 기념영상 '리그오브레전드 코스튬플레이 - 10년의 여정을 담아'에 출연 |
| 2019 | 10    | BLIZZARD WOW 15주년 기념 소장판 판매 행사 코스프레 이벤트 및 스파이럴캣츠 팬 사인회             |
| 2019 | 08    | 'LCK 서머 결승', SKT 부스에서 뱅(배준식) 선수와 함께 사인회 진행                                |
| 2019 | 08    | '다이아 페스티벌2019' 코스프레 포토 타임 및 현장 이벤트                                         |
| 2019 | 08    | '다이아 페스티벌2019' 인플루언서 초청 스파이럴캣츠 팬미팅 및 이벤트                             |
| 2019 | 07    | LA AX2019 'NICALIS' 스파이럴캣츠 팬 사인회                                                      |
| 2019 | 07    | LA AX2019 'NICALIS' 코스프레 이벤트 및 행사 참여                                                |
| 2019 | 07    | LA 유명 헐리우드 사진 작가 'James Dimmock'와 코스프레 사진 촬영                                 |
| 2019 | 07    | LA 오버워치 리그 '서울 다이너스티 & 스파이럴캣츠 오프닝 퍼포먼스'                               |
| 2019 | 06    | OGN '게임돌림픽' 프로그램 촬영                                                                  |
| 2019 | 05    | PlayX4 네코제XBLIZZARD 무법항 거래소 행사 참여 및 부스 운영                                     |
| 2019 | 05    | BLIZZARD WOW '신드라고사' 코스프레 공개                                                         |
| 2019 | 04    | Riot 'LCK NIGHT' 파티 공식 초청                                                                 |
| 2019 | 04    | NAVER '게임 콘텐츠 크리에이터 데이' 참여                                                        |
| 2019 | 04    | Riot '2019 LCK 스프링 결승전' 코스프레 이벤트 및 행사 참여                                      |
| 2019 | 04    | BLIZZARD 'WOW LIVE CONCERT' 코스프레 이벤트 및 행사 참여                                        |
| 2019 | 04    | EA 에이펙스 레전드 '레이스' 코스프레 공개                                                       |
| 2019 | 04    | 'AMD RYZEN MAGAZINE' 배틀그라운드 코스프레 공개                                                 |
| 2019 | 03    | Riot 리그 오브 레전드 'K/DA 아리' 코스프레 공개                                                 |
| 2019 | 02    | mrblue EOS 대만 런칭 기념 '가디언, 아처' 코스프레 공개                                          |
| 2019 | 01    | Riot '2019 LCK 스프링' 새롭게 시작하는 롤파크에서 오프닝 촬영 및 코스프레 이벤트                |
| 2019 | 01    | Bluehole PUBG '배틀그라운드' 코스프레 공개                                                      |
| 2018 | 12    | AMD RYZEN GIRL '라이파, 젠카' 코스프레 광고 촬영 및 공개                                        |
| 2018 | 12    | 롯데시네마 '주먹왕 랄프2 : 인터넷 속으로' 시사회 운영 및 스파이럴캣츠 팬미팅                    |
| 2018 | 12    | LEGO '브릭코리아 컨벤션 2018' 오버워치 코스프레 공개 및 사인회                                  |
| 2018 | 11    | Riot C9 '스니키'선수와 리그 오브 레전드 코스프레 콜라보 촬영                                    |
| 2018 | 11    | GEN.G ESPORTS 서울 다이너스티 '류제홍'선수 인터뷰                                               |
| 2018 | 11    | G-Star 2018 메인 무대 스파이럴캣츠 팬 사인회                                                    |
| 2018 | 11    | G-Star 2018 메인 무대 '보겸' '대도서관' '악어' 토크쇼 MC 진행                                   |
| 2018 | 11    | G-Star 2018 지스타 게임 코스프레 어워즈 심사위원                                                |
| 2018 | 11    | Riot '2018 롤드컵 결승전' K/DA 코스프레 공식 프로모션 진행                                      |
| 2018 | 10    | Riot '2018 롤드컵 4강전' 코스프레 이벤트 및 행사 참여                                           |
| 2018 | 10    | GEN.G 서울 다이너스티 '플레타'선수 인터뷰                                                       |
| 2018 | 10    | Riot '2018 롤드컵 8강전' 코스프레 이벤트 및 행사 참여                                           |
| 2018 | 10    | Riot '2018 롤드컵 그룹 스테이지' 스파이럴캣츠 사인회                                            |
| 2018 | 10    | Riot '2018 롤드컵 그룹 스테이지' 코스프레 이벤트 및 행사 참여                                   |
| 2018 | 10    | Riot '2018 롤드컵 플레이 인 스테이지' 코스프레 이벤트 및 행사 참여                              |
| 2018 | 09    | Riot 'LOL RUN' 코스프레 이벤트 및 행사 참여                                                     |
| 2018 | 09    | 도쿄 게임쇼 NICALIS '레미로어, 블레이드 스트레인저스' 코스프레 이벤트 및 행사 참여              |
| 2018 | 09    | 부산 BIC NICALIS '레미로어, 블레이드 스트레인저스' 코스프레 공개 및 행사 참여                   |
| 2018 | 09    | BLIZZARD '오버워치 컨텐더스 시즌2' 결승전 코스프레 이벤트 및 행사 참여                          |
| 2018 | 08    | BLIZZARD 오버워치 총괄 디렉터 '제프 카플란' 인터뷰 공개                                         |
| 2018 | 08    | BLIZZARD '오버워치 팬 페스티벌' 사인회 및 행사 참여                                             |
| 2018 | 08    | BLIZZARD '2018 오버워치 월드컵' 코스프레 이벤트                                                 |
| 2018 | 07    | BLIZZARD NEW YORK '오버워치 리그' 결승전 공식 초청                                              |
| 2018 | 07    | BLIZZARD OVERWATCH '트레이서, 디바(뉴욕 엑셀시어)' 코스프레 공개                                |
| 2018 | 06    | 한화생명 [불꽃로드 시즌3] 꿈을 향해 한걸음 더 e-스포츠 편 광고 촬영                             |
| 2018 | 06    | miHoYo 붕괴3rd '야에 사쿠라(물망초)' 코스프레 공개                                              |
| 2018 | 06    | miHoYo 붕괴3rd '카렌 카스라나' 코스프레 공개                                                    |
| 2018 | 05    | BLIZZARD WOW 무법항 거래소 행사 참여 및 부스 운영                                               |
| 2018 | 05    | BLIZZARD 연세 세브란스 병원 ‘작은 영웅들과 함께하는 블리자드 데이’ 진행                         |
| 2018 | 05    | PlayX4 ㈜핀콘 '헬로히어로 에픽배틀' 코스프레 이벤트 및 행사 참여                                |
| 2018 | 04    | ChangYou EOS 중국 런칭 기념 '팔라딘, 아처' 코스프레 공개                                        |
| 2018 | 04    | 2018 LCK 스프링 결승 코스프레 이벤트 및 행사 참여                                               |
| 2018 | 04    | 그라비티 라그나로크M : 영원한 사랑 '지르타스' 코스프레 공개                                     |
| 2018 | 03    | 코믹월드 ㈜X.D Global '벽람항로' 코스프레 이벤트 및 행사 참여                                   |
| 2018 | 03    | GEN.G 리그 오브 레전드 팀 숙소 방문 & 선수 인터뷰 진행                                          |
| 2018 | 01    | Riot 리그 오브 레전드 ‘별 수호자 아리’ 코스프레 공개                                            |
| 2018 | 01    | Riot LCK 2018 시즌 런칭 영상 'Legend / Restart (Feat. J.slow)' 촬영                             |
| 2018 | 01    | Bluehole A:IR '라핀, 렘' 코스프레 공개                                                          |
| 2017 | 12    | Bluehole A:IR '소서리스, 워로드, 거너' 코스프레 공개                                            |
| 2017 | 12    | Bluehole A:IR 어쌔신 코스프레 공개                                                              |
| 2017 | 12    | Bluehole A:IR 미스틱 코스프레 공개                                                              |
| 2017 | 11    | 네오위즈 브라운더스트 셀리아 코스프레 공개                                                      |
| 2017 | 11    | Riot 리그 오브 레전드 탈리야 코스프레 공개                                                      |
| 2017 | 11    | G-Star 2017 Bluehole A:IR 부스 행사참여 및 코스프레 공개                                        |
| 2017 | 10    | OGN APEX 시즌4 결승전 코스프레 이벤트                                                           |
| 2017 | 09    | 폴라게임즈 어둠의군주 ' 고위마녀 이리나 ' 코스프레 공개                                         |
| 2017 | 09    | 폴라게임즈 어둠의군주 ' 명궁 카이라 ' 코스프레 공개                                             |
| 2017 | 09    | ㈜X.D Global 소녀전선 M500 코스프레 공개                                                        |
| 2017 | 09    | Nextmove ‘다인’ 코스프레 공개                                                                   |
| 2017 | 08    | OGN 2017롤챔스 섬머 결승전 광동제약 부스 홍보모델                                               |
| 2017 | 08    | 2017 Comic Con Seoul 넥스트무브 ‘다인’ 부스 행사참여                                            |
| 2017 | 08    | ㈜X.D Global 소녀전선 G36 코스프레 공개                                                         |
| 2017 | 07    | OGN APEX시즌3결승전 코스프레 이벤트                                                             |
| 2017 | 07    | SBS 유희낙락 DOREMI 게스트 출연                                                                 |
| 2017 | 07    | Bilzzard OVERWATCH 썸머히트 행사참여 및 이벤트                                                  |
| 2017 | 06    | ㈜핀콘 헬로히어로 에픽배틀 CF 광고촬영                                                          |
| 2017 | 05    | Bilzzard WOW 무법항 거래소 행사참여                                                             |
| 2017 | 05    | 2017 PlayX4 ㈜핀콘 헬로히어로 에픽배틀 행사참여 및 이벤트                                       |
| 2017 | 04    | ㈜광동제약 HP/MP 리그오브레전드 ' 카타리나' 코스프레 공개                                       |
| 2017 | 04    | ㈜광동제약 HP/MP 공식 광고모델 및 광고촬영                                                      |
| 2017 | 04    | ㈜스마일게이트 큐라레 Rebirth 미우 코스프레 공개                                                |
| 2017 | 03    | ㈜라이언게임즈 소울워커 포이즌 코스프레 공개                                                    |
| 2017 | 02    | ㈜니케아게임즈 오르페우스스토리 ‘에루리디케’ 코스프레 공개                                      |
| 2017 | 01    | ㈜라이언게임즈 소울워커 ‘이리스유마’ 코스프레 공개                                              |
| 2017 | 01    | ㈜라이언게임즈 소울워커 ‘하루에스티아’ 코스프레 공개                                            |
| 2017 | 01    | ㈜라이언게임즈 소울워커 쇼케이스 무대공연 및 기자회견                                           |
| 2016 | 12    | TVN '안투라지 코리아' 카메오 출연                                                               |
| 2016 | 12    | Riot 리그 오브 레전드 ‘나르’ 코스프레 공개                                                      |
| 2016 | 12    | Bilzzard WOW ‘이렐’ 코스프레 공개                                                               |
| 2016 | 12    | Riot 리그 오브 레전드 ‘아케이드리븐’ 코스프레 공개                                              |
| 2016 | 12    | OGN APEX 시즌1 결승전 코스프레 이벤트                                                           |
| 2016 | 11    | G-Star 2016 NAVER 행사참여                                                                      |
| 2016 | 10    | Riot LA 2016 롤드컵 결승전 코스프레 이벤트 무대공연 및 기자회견                                 |
| 2016 | 10    | Riot NEW YORK 2016 롤드컵 준결승전 공식초청                                                     |
| 2016 | 10    | Riot 리그오브레전드 ‘아케이드아리’ 코스프레 공개                                                |
| 2016 | 10    | Bilzzard OVERWATCH ‘겐지’ 코스프레 공개                                                         |
| 2016 | 10    | 미스터블루 에오스 ‘소서리스’ 코스프레 공개                                                      |
| 2016 | 09    | Wemade로스트사가 증오의메피스토 코스프레 공개                                                   |
| 2016 | 08    | Bilzzard 하스스톤 '한 여름밤의 카라잔 파티' 무대공연 및 행사참여                                |
| 2016 | 08    | Bilzzard WOW 아트 오브 워크래프트 무대공연 및 행사참여                                          |
| 2016 | 08    | Wemade 로스트사가 R –사이버메딕 코스프레 공개                                                   |
| 2016 | 07    | '패리스힐튼' 신제품 GOLD LUSH(향수) 런칭파티 VIP 초대                                           |
| 2016 | 07    | F&M ‘패리스힐튼’ 전 매니저 ‘제이슨무어’ 스파이럴캣츠와 업무협약 체결                            |
| 2016 | 07    | LA_ANIME EXPO 2016 ' DFO (dungeon fighter) ' 홍보모델 참여                                      |
| 2016 | 06    | Bilzzard MOVIE 워크래프트: 전쟁의서막 시사회 초청                                               |
| 2016 | 05    | Bilzzard OVERWATCH ' 2016 오버워치 페스티벌 ' 오프닝 무대공연                                   |
| 2016 | 05    | 2016 가족 e스포츠페스티벌 홍보대사 및 행사참여                                                  |
| 2016 | 05    | Bilzzard WOW ‘안두인 린’ 코스프레 공개                                                          |
| 2016 | 04    | OGN 'YES GAME TALK' 강연 “프로코스튬플레이어로사는법” 방송출연                                  |
| 2016 | 04    | Bilzzard WOW ‘실바나스’ 코스프레 공개                                                           |
| 2016 | 04    | Bilzzard 오버워치 ‘트레이서’ 코스프레 공개                                                      |
| 2016 | 04    | OGN 히어로즈 오브 더 스톰 2016 스프링 챔피언쉽 오프닝무대                                       |
| 2016 | 03    | Watchmojo.com 세계 유명 코스튬플레이어 TOP 10 스파이럴캣츠 3위 선정                             |
| 2016 | 01    | Bilzzard 와글와글 하스스톤 코스프레 이벤트 및 무대공연                                          |
| 2016 | 01    | XLgames 문명온라인 미아공주 코스프레 공개                                                       |
| 2015 | 12    | 원펀맨 사이타마 코스프레 공개                                                                   |
| 2015 | 12    | XLgames 문명온라인 아킬리아 코스프레 공개                                                       |
| 2015 | 12    | XLgames 문명온라인 왕소군 코스프레 공개                                                         |
| 2015 | 11    | G-Star 2015 NAVER 게임판 부스 홍보모델 참여                                                     |
| 2015 | 11    | Nextmove 나이츠사가 레인저&나이트 코스프레 공개                                                 |
| 2015 | 10    | Nextmove 나이츠사가 오프라인 이벤트 진행                                                        |
| 2015 | 09    | 난투 with NAVER 선토로 코스프레 공개                                                            |
| 2015 | 09    | 난투 with NAVER 상어아리 코스프레 공개                                                          |
| 2015 | 08    | OGN 스베누 2015 롤챔스 섬머 결승전 무대공연                                                     |
| 2015 | 08    | Riot 리그 오브 레전드 불의 축제 아칼리 코스프레 공개                                            |
| 2015 | 08    | Bilzzard WOW Expansion pack: 군단 (Region) 공개행사 참여                                        |
| 2015 | 08    | DuoWan 천연록 혼천족 코스프레 공개                                                              |
| 2015 | 07    | CHINAJOY 2015 ' YY TV ' 천연록 코스프레 참여 및 무대공연                                        |
| 2015 | 07    | Bilzzard 하스스톤 '와글와글 하스스톤' 행사참여                                                  |
| 2015 | 06    | Riot 리그 오브 레전드 야스오 코스프레 공개                                                      |
| 2015 | 06    | ㈜TAOLE 도화원기 옥수공주 코스프레 공개                                                         |
| 2015 | 06    | Riot 리그 오브 레전드 한복 아리 코스프레 공개                                                   |
| 2015 | 06    | Riot 리그 오브 레전드 신드라 코스프레 공개                                                      |
| 2015 | 05    | Altplus Korea 캐슬 왕자와 8인의성주 클로디아 코스프레 공개                                      |
| 2015 | 05    | OGN 스베누 LOL 챔피언스 코리아 스프링 2015 결승전 무대공연                                      |
| 2015 | 05    | 2015 가족 e스포츠 페스티벌 홍보대사 및 행사참여                                                 |
| 2015 | 04    | (사)한국 모바일 게임협회 한-중 협력전략 컨퍼런스 참여                                           |
| 2015 | 04    | 이스트소프트 카발2 위저드 코스프레 공개                                                         |
| 2015 | 04    | DuoWan 개세호걸 옥교룡 코스프레 공개                                                            |
| 2015 | 03    | Riot 리그 오브 레전드 마법공학잔나 코스프레 공개                                                |
| 2015 | 03    | 네오위즈 `그라나사이터널’ 코스프레 프로모션.                                                    |
| 2015 | 03    | A.storm ‘최강의군단’ 정규방송 계약 및 방송시작                                                  |
| 2015 | 02    | Twitch TV & 스파이럴캣츠 업무협약 체결식                                                        |
| 2015 | 02    | Riot 리그 오브 레전드 시네마틱 카타리나 코스프레 공개                                           |
| 2014 | 11    | Bilzzard ‘WOW: 드레노어의 전쟁군주’ 출시 기념행사 출연                                          |
| 2014 | 11    | Zepetto 포인트블랭크 코스프레 공개                                                              |
| 2014 | 11    | Riot 2014롤드컵 상암 결승전, 현장 코스프레 컨테스트 심사위원 및 무대공연                        |
| 2014 | 11    | England 문화매체 VICE '2014 롤드컵 편' 출연 및 인터뷰                                           |
| 2014 | 11    | Riot 2014 롤드컵 부산 8강전 현장 코스프레 세션참여                                              |
| 2014 | 08    | Riot 리그 오브 레전드 간호사 아칼리, 전투토끼 리븐 코스프레 공개                                |
| 2014 | 07    | KBS 청소년드라마 ‘마법천자문’ 의상 제작 및 출연                                                 |
| 2014 | 07    | 이스트소프트 ‘카발2’ 프리스트 코스프레 프로모션                                                 |
| 2014 | 07    | CHINA Xunlei Games 병섭창궁 코스프레 공개                                                       |
| 2014 | 07    | LA 2014 AX (Anime Expo ) 메인 게스트 기자회견 및 행사참여                                       |
| 2014 | 06    | 2014 가족 e스포츠페스티벌 홍보대사 발탁 및 행사출연                                             |
| 2014 | 05    | NC소프트 ‘블레이드&소울’ 비무제: 임진록 오프닝 공연                                             |
| 2014 | 05    | LA 2014 AX (Anime Expo ) 메인 게스트 공식초청                                                   |
| 2014 | 03    | Bilzzard ‘Diablo3 Expansion Pack 영혼을거두는자’ 출시기념 전야제 무대공연                       |
| 2014 | 02    | Bluehole 테라 케스타닉 코스프레 공개                                                            |
| 2014 | 01    | AMD 신제품 '카베리' 발표행사에 AMD 홍보대사 스파이럴캣츠 출연                                   |
| 2013 | 12    | CJ엔투스 리그오브레전드 프로게이머 'madlife' 홍민기 선수 'flame' 이호종 선수 코스프레           |
| 2013 | 12    | AMD 코리아 ‘스파이럴캣츠(Spiral Cats)’ 홍보대사 선정                                            |
| 2013 | 12    | 이스트소프트 카발2 포스아처 코스프레 미공개 사진공개                                            |
| 2013 | 12    | CJ엔투스 스타2 프로게이머 김정우 선수 히드라 코스프레 공개                                      |
| 2013 | 12    | 영화 '엔더스게임' VIP시사회 스파이럴캣츠 초청                                                   |
| 2013 | 12    | OGN '한판만시즌2' (DOTA2 특집) 출연                                                             |
| 2013 | 12    | 이스트소프트 카발2 포스아처 코스프레 공개                                                       |
| 2013 | 11    | G-Star 2013 Nexon 'DOTA2' 코스프레 공개 및 홍보모델 참가                                        |
| 2013 | 10    | SQUARE ENIX 확산성의밀리언아서 한귀형 구미호 코스프레 공개                                      |
| 2013 | 08    | SQUARE ENIX 확산성의밀리언아서 시트링크 코스프레 공개                                           |
| 2013 | 08    | 네오위즈&피망 에이지오브스톰(AOS) 기자간담회 행사출연                                           |
| 2013 | 08    | Inven 스파이럴캣츠 '엘류인 코스프레' 제작관련 질/답형 인터뷰                                    |
| 2013 | 07    | 윈디소프트 러스티하츠 메이린첸 코스프레 공개                                                    |
| 2013 | 07    | SQUARE ENIX 확산성의 밀리언아서 라피스 코스프레 공개                                            |
| 2013 | 07    | 네오위즈&피망 에이지오브스톰(AOS) 엘류인 코스프레 공개                                          |
| 2013 | 07    | 네오위즈&피망 에이지오브스톰(AOS) 유니스 코스프레 공개                                          |
| 2013 | 07    | China Beijing 러스티하츠(颓废之心) 런칭기념 무대공연 및 기자회견                                |
| 2013 | 07    | SQUARE ENIX 확산성의 밀리언아서 감사형 춘향 코스프레 공개                                       |
| 2013 | 06    | 2013 AMD &Inven Game experience 무대공연                                                        |
| 2013 | 06    | 윈디소프트 러스티하츠 프란츠 코스프레 공개                                                      |
| 2013 | 06    | 윈디소프트 러스티하츠 안젤라 코스프레 공개                                                      |
| 2013 | 06    | 윈디소프트 러스티하츠 나타샤 코스프레 공개                                                      |
| 2013 | 05    | 네오위즈 프로젝트 블랙쉽 제작 발표회 무대공연                                                   |
| 2013 | 05    | Nexon 메이플스토리 10주년 페스티벌 무대공연                                                     |
| 2013 | 05    | 2013 가족 e 스포츠페스티벌 무대공연                                                             |
| 2013 | 05    | 블리자드 스타크래프트2 PC방 토너먼트 행사 참석 - 타샤, 도레미, 루미                             |
| 2013 | 04    | Bilzzard StarCraft 15주년 축하영상 출연 TASHA, DOREMI                                           |
| 2013 | 04    | SBS 모닝와이드 #5512 [사람속으로] 변신의 귀재! 코스플레이국가대표출연 TASHA                     |
| 2013 | 04    | Bilzzard StarCraft 2: 군단의심장 칼날여왕 코스프레 사진공개 - TASHA                             |
| 2013 | 03    | Bilzzard StarCraft 2: 군단의심장 출시 이벤트행사 무대공연                                       |
| 2013 | 02    | 넷마블 모나크 오르도 코스프레 공개                                                              |
| 2012 | 12    | KBS - 굿모닝 대한민국 "이색동호회 별난송별회" 출연                                              |
| 2012 | 12    | Nexon- 던전&파이터 여귀검사 코스프레 공개                                                       |
| 2012 | 11    | CHINA_Shanghai 2012 StarCraft2 BWC 결승전축하무대공연                                           |
| 2012 | 11    | Bilzzard CLUB BAR CRAFT 무대공연 케리건 코스프레 공개                                           |
| 2012 | 11    | G-Star 2012 블리자드 부스 홍보모델 참가                                                         |
| 2012 | 10    | 넷마블 모나크 여기사 코스프레 공개                                                              |
| 2012 | 10    | HOT6 StarCraft2 GSL 결승전 노바 코스프레 공개                                                   |
| 2012 | 10    | NVIDIA & Diablo 3 게임페스티벌 메인무대                                                         |
| 2012 | 09    | Bilzzard WOW 코스프레 공개 ( 알렉스트라자, 제이드, 실바나스 )                                   |
| 2012 | 09    | Riot Summoner Showcase #89 TASHA 니달리 코스프레 공개                                           |
| 2012 | 09    | Bilzzard WOW: 판다리아의 안개 출시기자회견 ( 은지원, 조세호, TASHA, SINME 출연 )                |
| 2012 | 09    | ㈜에프엔커머스 '청산별곡' 코스프레 공개                                                         |
| 2012 | 07    | CJ 엔터테인먼트 인사이트 피플 '스파이럴캣츠' 출연                                               |
| 2012 | 07    | NC소프트 '블레이드 & 소울' 남소유 코스프레 공개                                                 |
| 2012 | 07    | Bilzzard공식 홈페이지 Diablo 3 악마사냥꾼, 레아, 부두술사 코스프레 소개                         |
| 2012 | 07    | KBS 남희석 52+ 방송 출연                                                                        |
| 2012 | 06    | Malaysia AFA(Anime Festival Asia) 메인게스트초청                                                |
| 2012 | 06    | 인벤+AMD Game Festival 무대공연                                                                 |
| 2012 | 05    | OGN 롤챔스 결승전 니달리, 럭스 코스프레 공개                                                    |
| 2012 | 04    | Bilzzard Diablo 3 총괄감독 Jay Wilson 기자회견 및 포토타임                                      |
| 2012 | 04    | Bilzzard Diablo 3 악마사냥꾼, 수도사, 부두술사 코스프레 공개                                    |
| 2012 | 04    | OGN 롤챔스 리그 개막축하공연무대                                                                |
| 2012 | 03    | Microsoft 키넥트 CF 촬영                                                                        |
| 2012 | 03    | 나진 e-엠파이어 프로게임단 창단식 카타리나, 소나, 애니 코스프레 공개                            |
| 2012 | 03    | NEXON 사이퍼즈 유저 간담회 호타루, 트릭시 코스프레 공개                                         |
| 2012 | 03    | 나진 e-엠파이어 마스코트                                                                        |
| 2011 | 11    | Web게임 “연희몽상” 한국,일본,대만,홍콩 광고모델                                                 |
| 2011 | 07    | 2011 SICAF 오프닝 무대 및 심사위원                                                              |
| 2011 | 07    | 2011 WCS (World Costumeplay Summit ) Nagoya 한국대표 TASHA,SINME                                |
| 2011 | 06    | Romania Cosplaygen #03 표지모델 및 인터뷰 / TASHA                                               |
| 2011 | 02    | 2011 Tsukuba Comic Festa (つくばSF&コミックフェスタ) 게스트초청                                 |
| 2010 | 10    | 2011 WCS( World Costumeplay Summit) Nagoya 한국대표 선발전 우승                                 |
| 2009 | 07~08 | 2009 G-COS / INTERNATONAL GAME COSTUME FESTIVA 홍보대사                                         |
| 2009 | 06    | PLATOON KOREA 표지모델 및 인터뷰 / TASHA                                                        |